# Iglesia de San Emeterio (Sietes)
La iglesia de San Emeterio ubicada en Sietes, concejo de Villaviciosa (Asturias, España), constituye uno de los pocos ejemplos de arquitectura renacentista en Asturias. Fue construida a mediados del siglo XVI, según consta en la inscripción fundacional de la portada principal: "Esta Iglesia mandó hacer el vachiller Fernando Suárez / año de 1555".

## Historia
La iglesia, que como bien dice la inscripción de su portada principal, fue construida en el año 1555 fue un encargo del Bachiller Fernando Suárez del Canto, miembro de la estirpe de los Canto que alcanzó su apogeo económico durante el siglo XVI y construyó a modo de panteón lo que hoy en día se conoce como la Iglesia de San Emeterio. Así mismo tenía residencia en Sietes, por lo que tanto su residencia terrenal como la espiritual que acabaría convirtiéndose en el templo, fueron los símbolos de prestigio económico y social perfectos para perpetuar para siempre su propia memoria y el apellido de la familia Canto. El conjunto arquitectónico data del siglo XVI a excepción de la torre, de construcción posterior y guarda similitudes con algunas torres renacentistas asturianas como las de Cudillero o Salas. Tuvo que ser rehecha durante la segunda mitad del siglo XVII pero siguiendo pautas quinientistas.

## Características

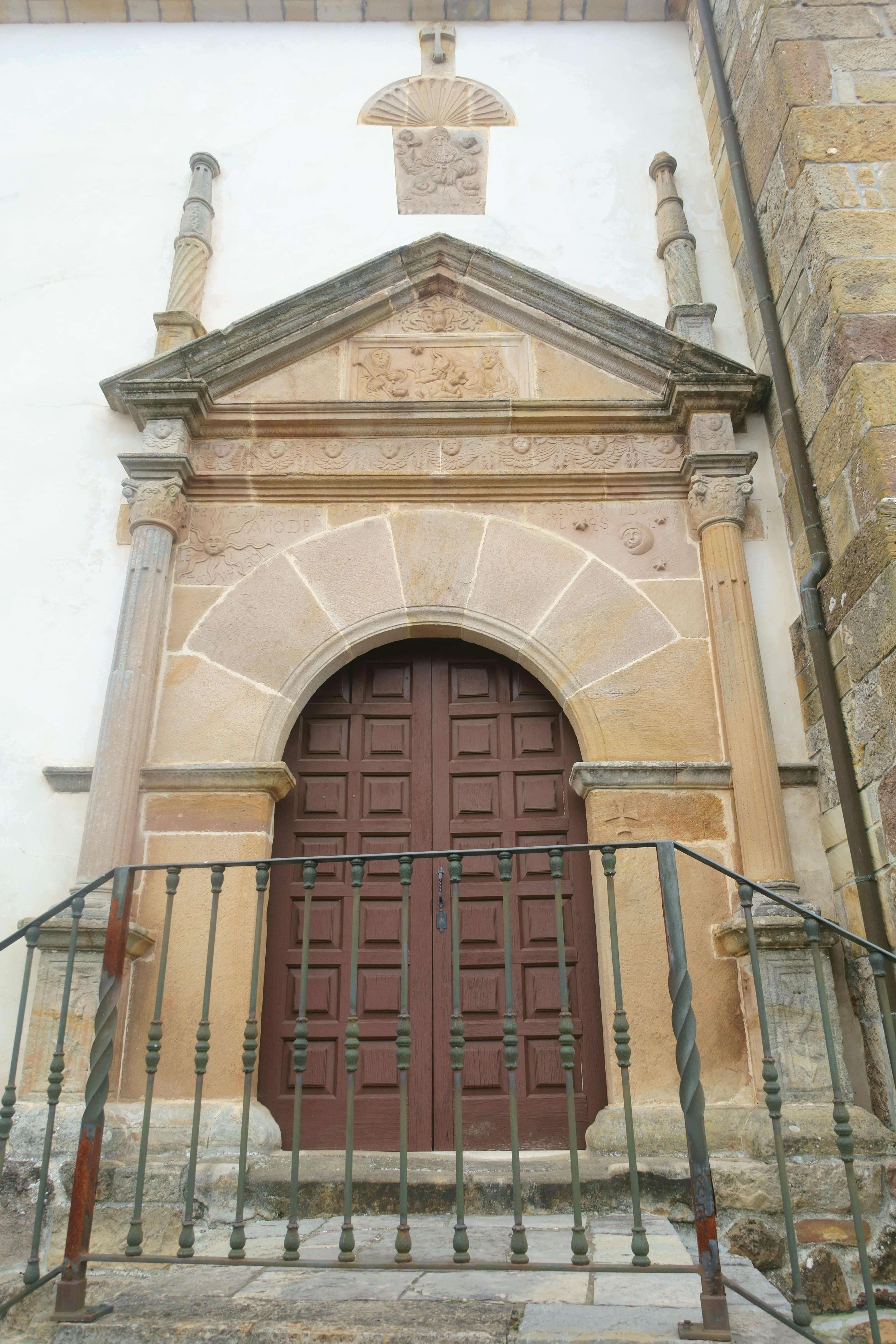
Portada

Presenta planta rectangular, cabecera de planta cuadrada, torre campanario a los pies y pórtico en el lado norte. En la actualidad tiene una sacristía adosada al muro norte de la cabecera y un pórtico cerrado a los pies. Su aspecto es de iglesia fortaleza por su carácter macizo y cerrado, y tiene gruesos contrafuertes de sillería reforzando sus muros en el exterior; estos se disponen en ángulo en la cabecera y en la torre.
La nave está compartimentada interiormente en tres tramos separados por tres arcos: de medio punto, carpanel y apuntado; se separa de la cabecera por un gran arco de medio punto; se cubre con bóveda de crucería cuyos nervios descansan sobre ménsulas, excepto el tramo de la tribuna que es adintelado, y la capilla con bóveda estrellada.
Se ilumina a través de varias ventanas, abiertas en el lienzo sur, de arco semicircular y abocinadas con derrame interno

## Ornamentación escultórica
La decoración externa se localiza en el lateral sur, en torno a la portada principal, en arco de medio punto de grandes dovelas, enmarcada por dos columnas de fuste estriado, sobre un tallo basamento con decoración vegetal, y capiteles corintios que sustentan un entablamento entre dos cornisas decorado con angelotes, rematado por un frontón triangular en cuyo tímpano se representa la Natividad; en sus extremos hay dos pináculos. En las enjutas entre el arco y las columnas aparecen representaciones en bajorrelieve del sol, la luna y las estrellas.
En el interior, la decoración se concentra en la bóveda de la capilla. Los bajorrelieves, distribuidos entre los plementos, representan. Pantocrátor, los cuatro evangelistas, angelotes, símbolos de la Pasión, símbolos solares, etc.

## Galería

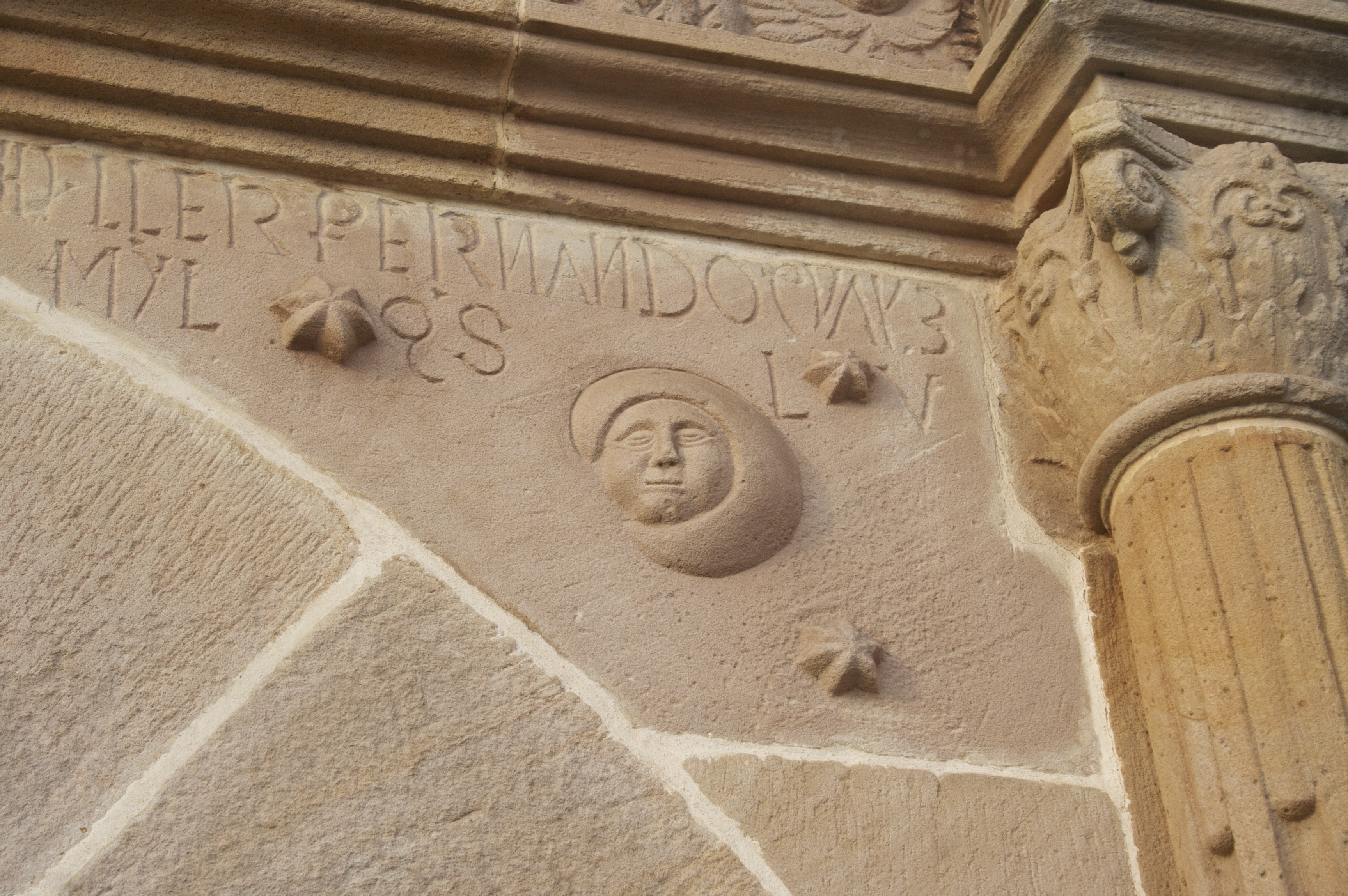
Luna y estrellas
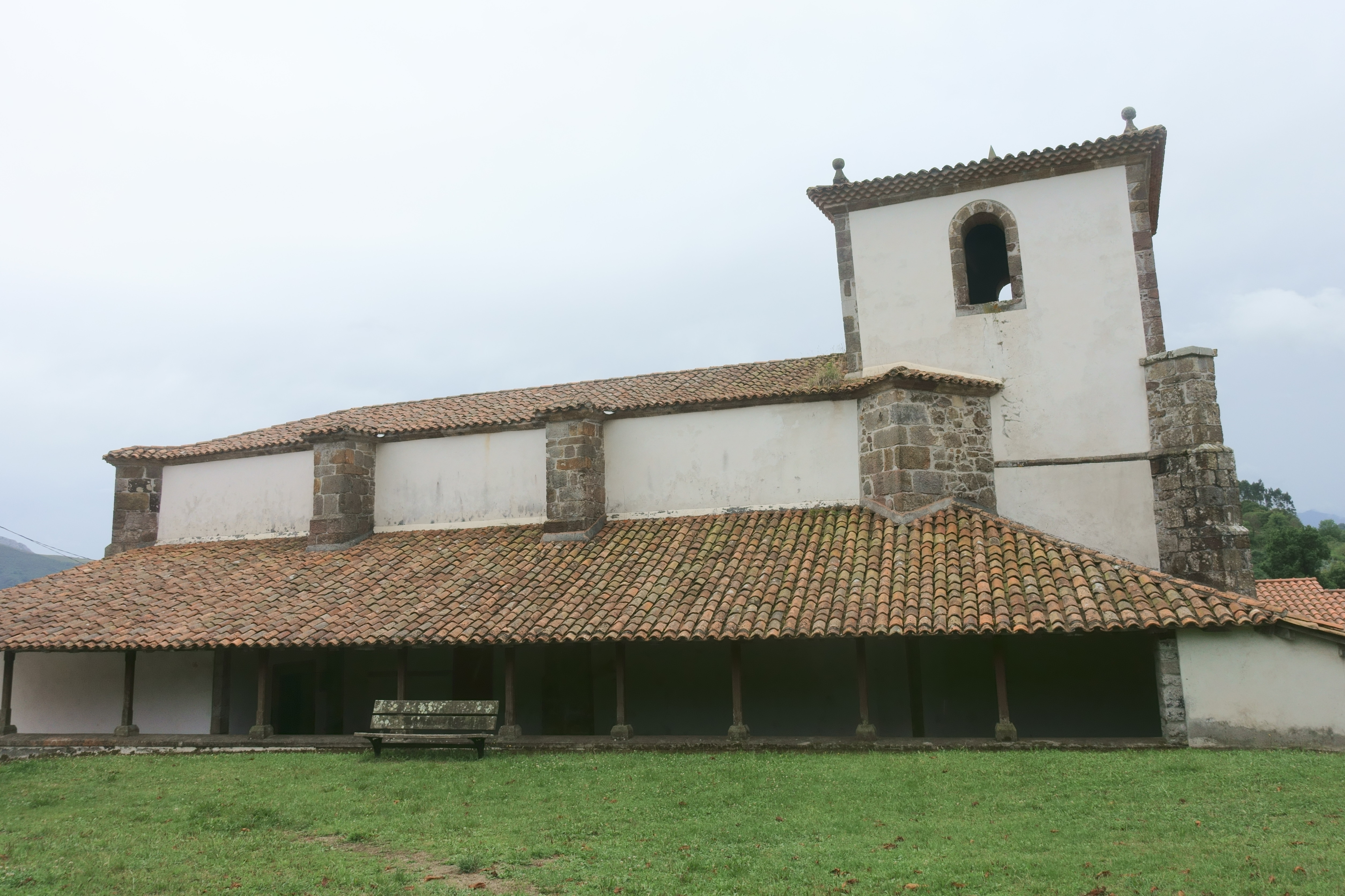
Vista posterior
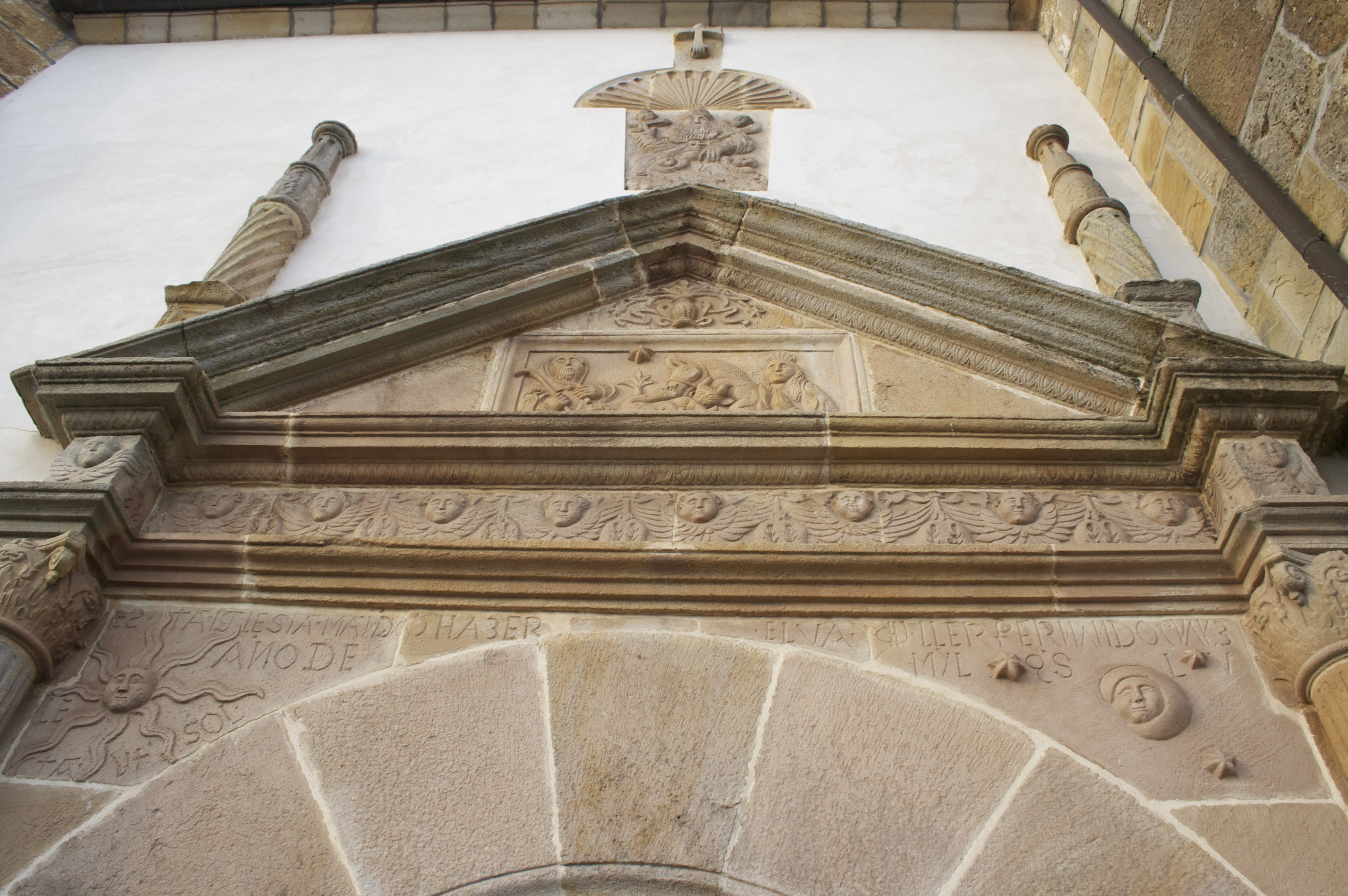
Inscripción fundacional
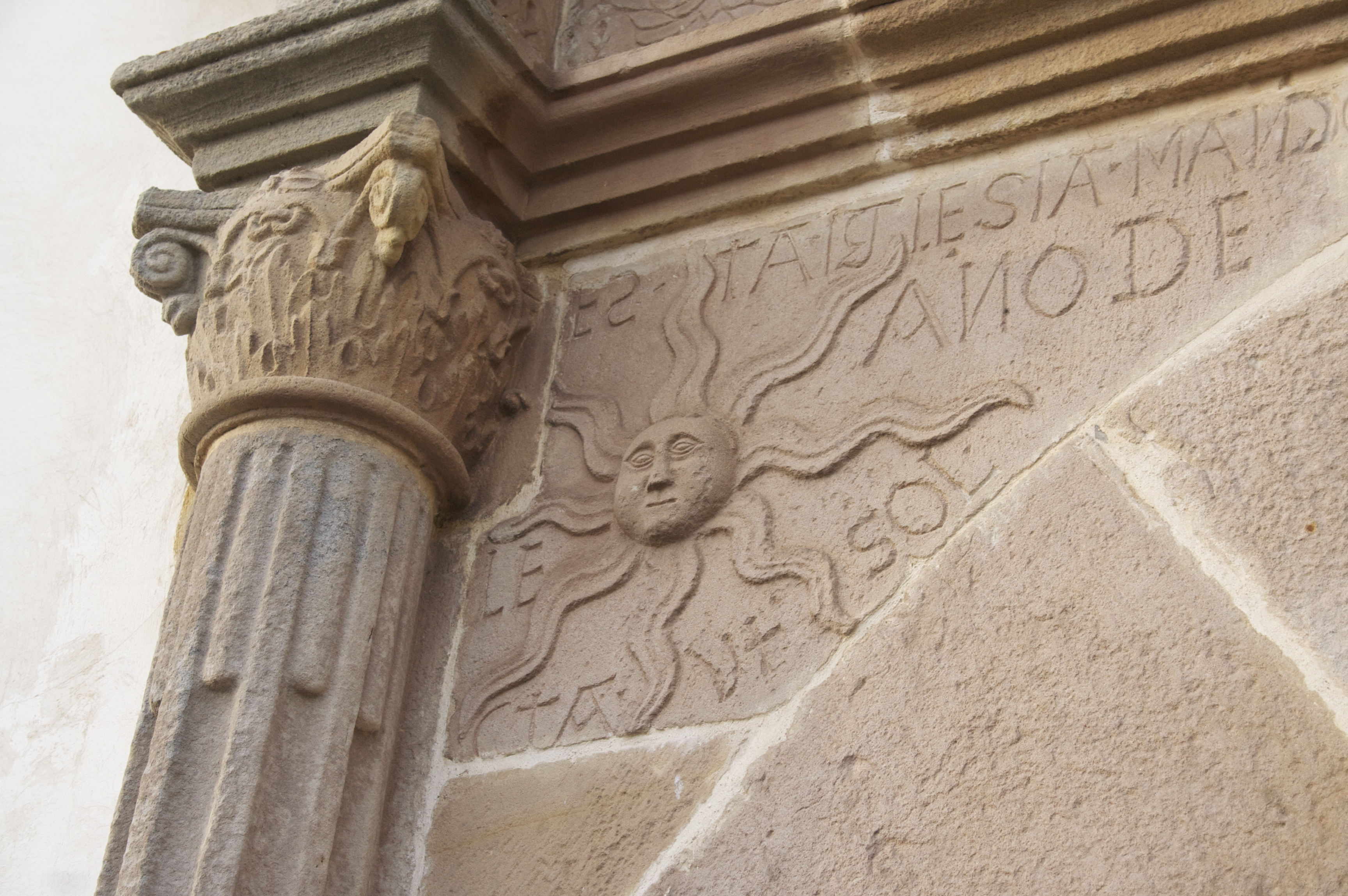
Sol
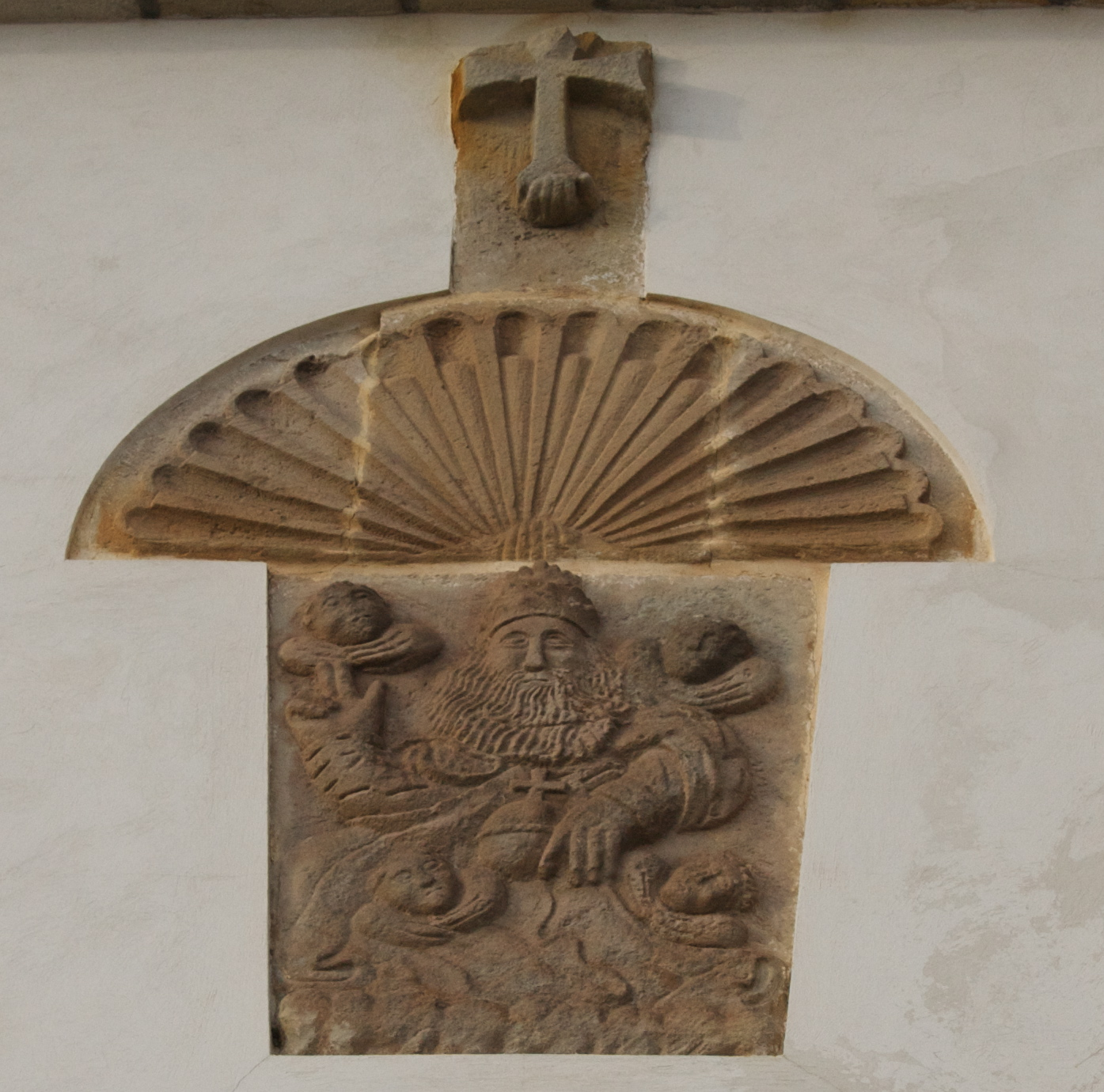
Detalle
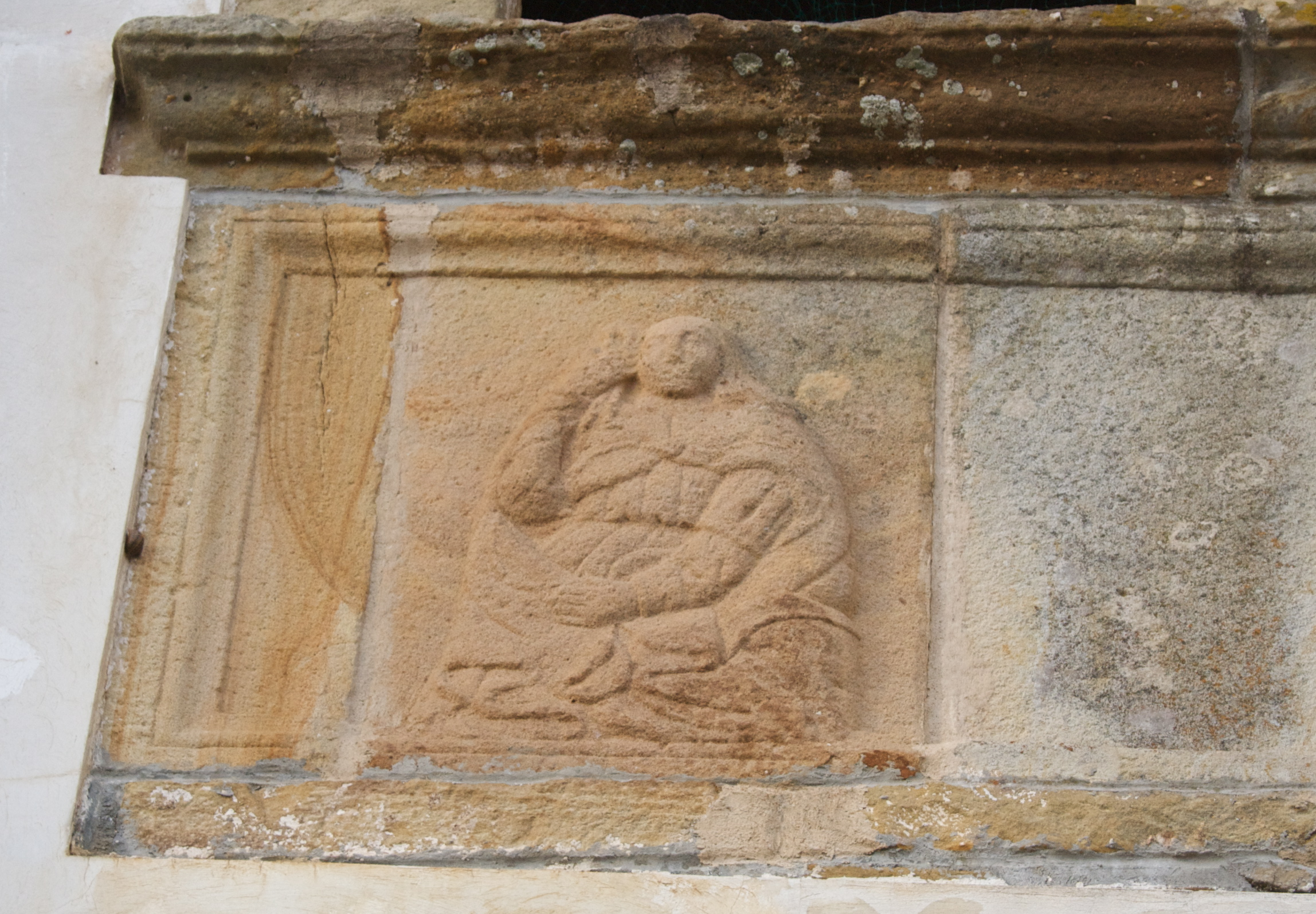
Detalle
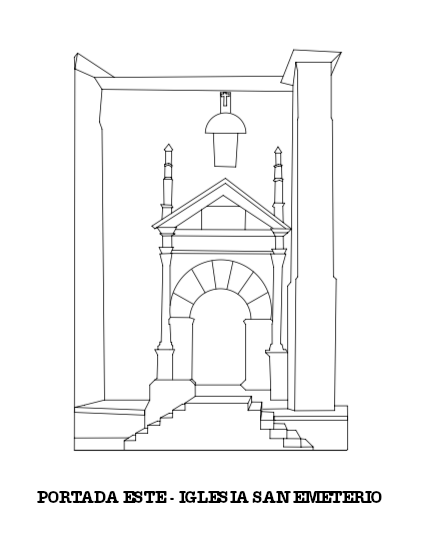
Alzado puerta este
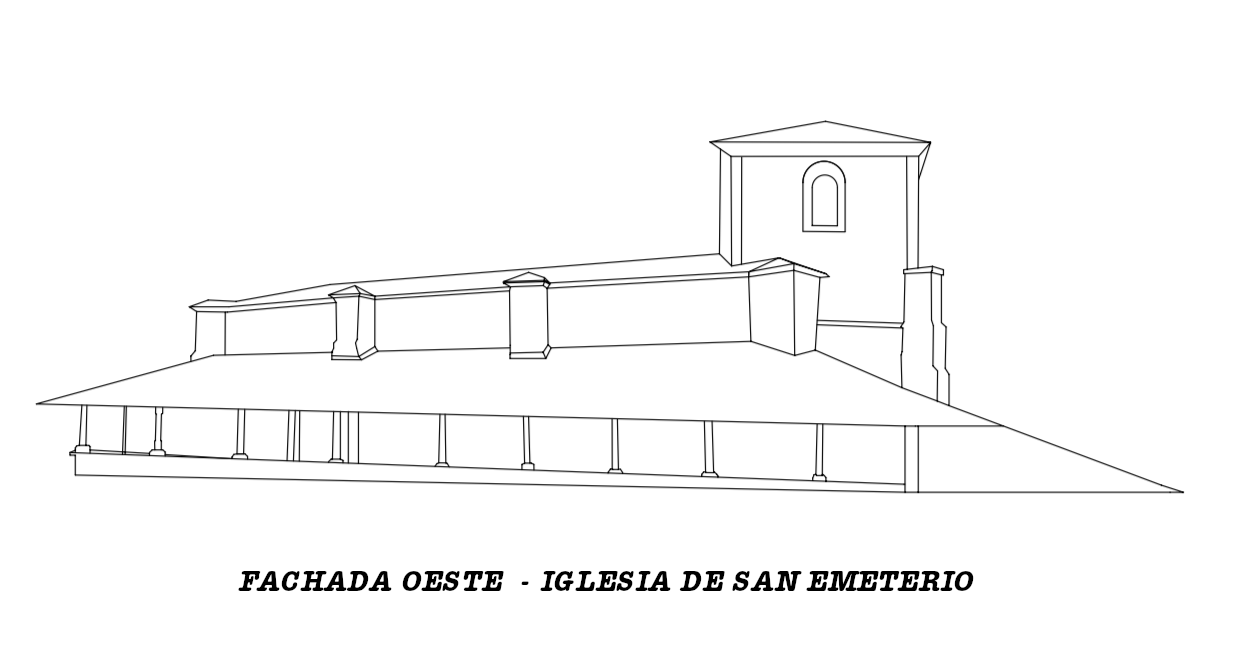